# Тисяча й одна ніч
Казки тисяча й однієї ночі (араб. كتاب ألف ليلة وليلة; перс. هزار و یک شب) — збірка оповідань, що зібрали за багато сторіч різні автори, перекладачі й учені багатьох країн. Ці збірки розповідей беруть своє коріння від народів стародавньої Аравії та Ємену, стародавньої Індії, Персії, стародавнього Єгипту, Межиріччя, Сирії, із середньовічних арабських народних історій.
Хоча найстаріші арабські рукописи датовано чотирнадцятим сторіччям, учені загалом визначають дату походження збірки десь між 800—900 роками нашої ери.
Спільним у всіх виданнях «Казок тисяча й одної ночі» є те, що початкова історія розповідає про царя Шахрияра (від перського: شهريار, загалом, маючи на увазі короля або монарха) і його дружини на ім'я Шехерезада (від перського: شهرزاده, загалом, маючи на увазі городянку).
Збірка, або як мінімум певні історії стали широко відомі на Заході протягом дев'ятнадцятого століття, після того, як їх перекладено — спочатку французькою, англійською, а потім й іншими європейськими мовами. У цей час збірка дістала англійську назву The Arabian Nights Entertainment чи просто Arabian Nights.
Найвідоміші історії зі збірки — «Чарівна лампа Аладдіна», «Алі Баба та сорок розбійників» і «Сіндбад мореплавець».

## Історія створення

### Гіпотеза Хаммер-Пургшталя

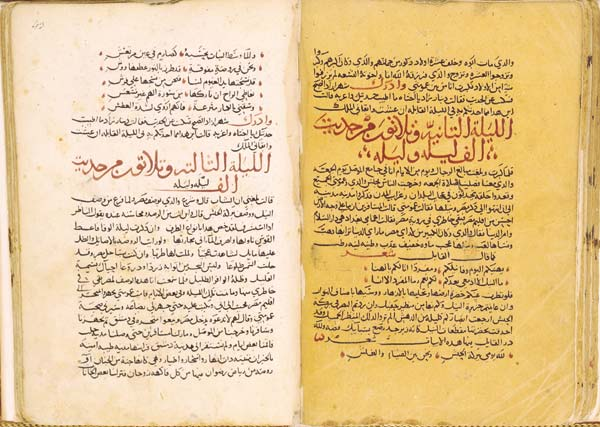
Дві сторінки з манускрипту Галлана, найстаріший текст Тисяча й однієї ночі. Арабський рукопис, 14 століття, з Сирії. Зберігається в Національній бібліотеці в Парижі

Досліджуючи проблему ґенези та складу збірки, європейські вчені мали розбіжності у двох напрямках. Йозеф фон Хаммер-Пургшталь наполягав на її індійському та перському походженні, посилаючись на слова Мас'удія та бібліографа Надіма (до 987 року), що староперська збірка «Хезâр-ефсâне» («Тисяча казок») має походження або ахеменідське, або аршакідське та сасанідське й була перекладена арабськими літераторами за Аббасидів арабською і відома під ім'ям «Тисячі і однієї ночі». За теорією Хаммера, переклад перського «Хезâр-ефсâне», що постійно переписувався, зростався та приймав ще за Аббасидів у свою зручну рамку нові нашарування та доповнення, здебільшого з інших аналогічних індійсько-перських збірок (серед яких, наприклад, «Синдбâдова книга») чи навіть із грецьких творів; коли центр арабського літературного розквіту перенісся у XII–XIII століттях з Азії до Єгипту, «Тисяча і одна ніч» посилено переписувалась там й під пером нових авторів знову отримувала нові нашарування: групу розповідей про славетні минулі часи халіфату з центральною фігурою халіфа Гаруна ар-Рашида (786–809), а дещо пізніше — свої місцеві оповідання з періоду єгипетської династії других мамелюків (так званих черкеських чи борджитських). Коли завоювання Єгипту османами підірвало арабське інтелектуальне життя й літературу, то «Тисяча і одна ніч», на думку Хаммера, припинила зростати і збереглась вже в тому вигляді, в якому її застало османське завоювання.

### Гіпотеза де Сасі
Радикально протилежний погляд був висловлений Сильвестром де Сасі. Він доводив, що весь дух і світогляд «Тисячі і однієї ночі» — наскрізь мусульманський, звичаї — арабські і притому досить пізні, вже не аббасидського періоду, звичайна сцена дії — арабські міста (Багдад, Мосул, Дамаск, Каїр), мова — не класична арабська, а швидше простонародна, з проявом, мабуть, сирійських діалектичних особливостей, тобто близька до епохи літературного занепаду. Звідси у де Сасі випливав висновок, що «Тисяча і одна ніч» є цілком арабський твір, складений не поступово, а відразу, одним автором, в Сирії, в середині XV століття, і тільки смерть, ймовірно, перервала роботу сирійця-упорядника, і тому «Тисяча і одна ніч» була закінчена його продовжувачами, які й приписували до збірки різні кінцівки з іншого казкового матеріалу, що ходив серед арабів, — наприклад, з Мандрів Синдбада, Сіндбадової книги про жіночу підступність тощо. З перського «Хезар-ефсане», на переконання де Сасі, сирійський упорядник арабської «Тисячі і однієї ночі» нічого не взяв, крім заголовка і рамки, тобто манери вкладати казки в уста Шехрезади, якщо ж якась місцевість з чисто арабської обстановкою і звичаями часом іменується в «Тисячі і одній ночі» Персією, Індією або Китаєм, то це робиться тільки для більшої важливості і породжує в результаті одні лише забавні анахронізми.

### Гіпотеза Лейна
Наступні вчені постаралися примирити обидва погляди; особливо важливим у цьому відношенні виявився авторитет Едварда Лейна, відомого знавця етнографії Єгипту. У міркуваннях про пізній час складання «Тисячі і однієї ночі» на пізньоарабському ґрунті індивідуальним, одноосібним письменником Лейн пішов ще далі, ніж де Сасі: зі згадки про мечеть Аділій, що була побудована у 1501 році, згадок про каву, один раз про тютюн, також про вогнепальну зброю Лейн зробив висновок, що «Тисяча і одна ніч» була розпочата в кінці XV століття і закінчена в 1-й чверті XVI століття; останні, заключні фрагменти могли бути приєднані до збірки навіть при османах, в XVI та XVII століттях. Мова і стиль «Тисячі і однієї ночі», за Лейн, — звичайний стиль грамотного, але не занадто вченого єгиптянина XV–XVI століття; умови життя, описаної в «Тисячі і одній ночі», суто єгипетські; топографія міст, хоча б вони були названі перськими, месопотамськими і сирійськими іменами, є ґрунтовною топографією Каїра пізньої мамелюкской епохи. У літературній обробці «Тисячі і однієї ночі» Лейн вбачав таку чудову однорідність і витриманість пізнього єгипетського колориту, що не допускав вікової поступовості складання і визнавав тільки одного, максимум, двох укладачів (другий міг закінчити збірник), які — чи який — протягом недовгого часу, між XV–XVI століттями, в Каїрі, при мамлюкському дворі, і скомпілював «Тисячу і одну ніч». Компілятор, за Лейном, мав у своєму розпорядженні арабський переклад «Хезâр-ефсâне», що зберігся з X до XV століття у своєму старовинному вигляді, і взяв звідти заголовок, рамку і можливо навіть деякі казки; користувався він також і іншими збірками перського походження (порівняйте з повістю про літаючого коня) та індійського («Джільâд і Шімâс»), арабськими войовничими романами часів хрестоносців (Цар Омар- Номâн), повчальними (Мудра діва Таваддода), вигадано-історичними оповіданнями про Гаруна ар-Рашида, спеціально-історичними арабськими творами (особливо тими, де є багатий анекдотичний елемент), напівнауковими арабськими географіями і космографіями (Подорожі Синдбада і космографію Казвіна), усними гумористичними народними оповіданнями. Всі ці різнорідні і різночасові матеріали єгипетський укладач XV–XVI століть скомпілював і ретельно опрацював; переписувачі XVII–XVIII століть внесли в його редакцію лише кілька змін.
Погляд Лейна вважався у науковому світі загальноприйнятим до 80-х років XIX століття. Щоправда, і тоді статті де-Гуе закріплювали, з слабкими поправками щодо питання критеріїв, старий погляд Лейна на компіляцію «Тисячі і однієї ночі» у епоху мамлюків (після 1450 року., за де-Гуе) одноосібним упорядником, та й новий англійський перекладач (вперше не побоявся докору в непристойності) Дж. Пейн) не відступив від теорії Лейна, але тоді ж, з новими перекладами «Тисячі і однієї ночі», почалися і нові дослідження. Ще в 1839 році X. Торенсом (H. Torrens, «Athenaeum», 1839, 622) була наведена цитата з історика XIII століття ібн-Саїда (1208–1286), де про деякі прикрашені народні оповідання (в Єгипті) говориться, що вони нагадують собою «Тисячу і одну ніч». Тепер на ті ж слова і Саїда звернув увагу непідписаний автор критики на нові переклади Пейна і Бертона.
Автор критики зауважує, що багато культурно-історичні натяків та інших даних, на підставі яких Лейн (а за ним Пейн) відніс складання «1001 ночі» до XV–XVI століть, пояснюються як звичайна інтерполяція новітніх переписувачів, а звичаї на Сході не так швидко змінюються, щоб за їхнім описом можна було безпомилково відрізнити якесь століття від одного-двох попередніх: «Тисяча і одна ніч» могла тому бути скомпільована ще в XIII столітті, і недаремно цирульник у «Казці про горбаня» накреслює гороскоп для 1255 року; втім, протягом двох наступних століть переписувачі могли внести в готову «Тисячу і одну ніч» нові додатки. А. Мюллер справедливо зауважив, що якщо за вказівкою ібн-Саїда «Тисяча і одна ніч» існувала в Єгипті у XIII столітті, а до XV століття, за досить прозорою вказівкою Абуль-Махâсина, встигла вже отримати свої новітні нарощення, то для міцних, правильних суджень про неї необхідно перш за все виділити ці пізніші нарощення і відновити, таким чином, ту форму, яку мала «Тисяча і одна ніч» у XIII столітті. Для цього потрібно звірити всі переклади «Тисячі і однієї ночі» і відкинути неоднакові їх частини як нашарування XIV–XV століть. Докладно таку роботу провели X. Зотенберг і Річард Бертон; сам Мюллер у своїй статті також зробив посильне звірення.
Виявилося, що в різних списках однакова переважно перша частина збірника, але в ній немає єгипетських казок; переважають повісті про багдадських аббасидів (особливо про Гарун ар-Рашида), та ще є в невеликій кількості індійсько-перські казки, звідси випливав висновок, що у Єгипет потрапив вже великий готовий збірник казок, що був складений у Багдаді, ймовірно, в X столітті й зосереджений за змістом навколо ідеалізованої особистості халіфа Харун ар-Рашида; ці казки були втиснуті в рамку неповного арабського перекладу «Хезâр-ефсâне», який був зроблений у IX столітті і ще при Мас'удії був відомий під ім'ям «Тисячі і однієї ночі», значить, вона була створена, як вважав Хаммер — не одним автором відразу, а багатьма, поступово, протягом століть, але головний її складовий елемент — національний арабський; перського мало. Майже таку ж точку зору прийняв араб А. Сальхâній; крім того, ґрунтуючись на словах Надіма, що араб Джахшіярій (багдадець, ймовірно, X століття) теж взявся за складання збірки «Тисячі і однієї ночей», куди увійшли вибрані перські, грецькі, арабські та інші казки, Сальхâній висловлює переконання, що праця Джахшіярія і є перша арабська редакція «Тисячі і однієї ночі», яка потім постійно переписувалася, особливо в Єгипті, і значно збільшилася пізніше. У тому ж 1888 році Нельдеке вказав, що навіть історико-психологічні підстави змушують в одних казках «Тисячі і однієї ночі» бачити єгипетське походження, а в інших — багдадське.

### Гіпотеза Еструпа
Як плід ґрунтовного знайомства з методами та дослідженнями попередників, з'явилася дисертація І. Еструпа. Ймовірно, книгою Еструпа користувався і новітній автор історії арабської літератури — К. Броккельманн; в усякому разі, його твердження про «Тисячу і одну ніч» збігаються з положеннями, розробленими у Еструпа. Їх зміст наступний:
- Нинішню свою форму «Тисяча і одна ніч» отримала у Єгипті, в основному у перший період панування мамелюків (з XIII століття).
- Чи вся «Хезâр-ефсâне» увійшла в арабську «Тисячу і одну ніч», або лише її обрані казки — це питання другорядне. З повною упевненістю можна сказати, що з «Хезâр-ефсâне» була взята рамка збірки (Шехріяр і Шехрезада), Рибак і дух, Хасан Басрійский, Царевич і царівна Бадр Джаухар Самандальска, Ардешир і Хаят-ан-нофуса, Камар-аз-заман і Бодура. Ці казки за своєю поетичністю й психологією — прикраса всієї «Тисячі і однієї ночі»; в них вигадливо сплітається дійсний світ із фантастичним, але їх особлива ознака полягає в тому що надприродні істоти, духи і демони є не сліпою, стихійною силою, а свідомо відчувають дружбу чи ворожнечу до людей.
- Другий елемент «Тисячі і однієї ночі» — той, який нашаруватися в Багдаді. На противагу перським казкам багдадські, в семітському дусі, відрізняються не стільки загальною цікавістю фабули і художньою послідовністю в її розробці, скільки талановитістю і дотепністю окремих частин повісті, або навіть окремих фраз і виразів. За змістом це, по-перше, міські новели з цікавою любовної зав'язкою, для вирішення якої нерідко виступає на сцену, як deus ex machina, благочинний халіф, по-друге — розповіді, що роз'яснюють виникнення якогось характерного поетичного двовірша і доречніші в історико-літературних, стилістичних хрестоматіях. Можливо, що в багдадську редакцію «Тисячу і однієї ночі» входили також, хоч і не в повному вигляді, «Подорожі Синдбада»; але Броккельман вважає, що цей роман, відсутній e багатьох рукописах, і був вписаний у «Тисячу і одну ніч» вже пізніше.
- Коли «1001 ніч» почала переписуватися у Єгипті, до неї увійшов третій складовий елемент: місцеві Каїрські казки, del 'genero picaresco, як каже Еструп. Каїрських казок два типи. Перший тип — побутові фабліо, в яких викладаються спритні витівки шахраїв (наприклад, майстерного злодія Ахмеда ад-Данафа) і всілякі кумедні випадки, причому робляться натяки на нечесність і продажність влади та духовенства. Інші — казки з елементом надприродним і фантастичним, але зовсім іншого роду, ніж в перських казках: там духи і демони мають серед людей своїх улюбленців і нелюбих, а тут грає роль талісман (наприклад, чарівна лампа Аладдіна), яка сліпо допомагає своєму власникові, хто б він не був, і стихійно виступає проти свого колишнього володаря, якщо потрапить в інші руки; теми таких казок, ймовірно, успадковані арабським Єгиптом від класичного, давнього Єгипту[9].
- У Єгипті ж з тією метою, щоб казкового матеріалу вистачило якраз на «Тисячу і одну ніч», деякі переписувачі вставляли в збірник такі твори, які раніше мали абсолютно окреме літературне існування і склалися в різні періоди: довгий роман про царя Номâне, ворога християн, Сіндбадова книга (про жіночу підступність), можливо, Пригоди Синдбада-мореплавця, Цар Джільâд і міністр Шімас, Ахикâр Премудрий, Таваддода та інші. У 1899 році В. Шовен («La récension égyptienne des 1001 n.», Люттіх), розглянувши єгипетські казки «Тисячі і однієї ночі» з точки зору художності, зазначив, що між ними є талановиті (на кшталт казки про горбаня зі вставленою історією «Мовчазного» цирульника), а решта — бездарні. З міркувань Шовена (вимагає, втім, ще перевірки), перша група склалася раніше за другу. Оскільки у другій (об'ємній) групі розсипано багато розповідей про навернення євреїв в іслам і є багато прямо запозиченого з єврейської літератури, то Шовен підсумовує, що останнім, заключним редактором «Тисячі і однієї ночі» був єврей, який прийняв Іслам; на його думку, таким євреєм міг би бути Маймонід, автор єврейської книги «Клятва(Присяга)», надрукованій в Константинополі в 1518 р.[10]

## Архітектоніка збірки
«Тисяча і одна ніч» має рамкову побудову. Одна казка робить кістяк для іншої, яка в свою чергу служить рамкою для інших казок, що нібито відгалужуються, відходять у бік, але, врешті обмежені геніальною «рамкою», знову повертаються в загальне річище збірника. Такі вставні оповідки не порушують загальної конструкції твору. Ця рекурсивна художня техніка «mise en abyme» (досл. з фр. «поміщений в безодню»), відома в народі як «розповідь у розповіді», «сон уві сні», «вистава у виставі», «фільм у фільмі» або «картина в картині». Шахеризада розповідає історії, намагаючись врятувати своє життя, вона розповідає казку про горбаня, а ця казка про горбаня включає в себе іншу розповідь про моряка, а моряк в свою чергу розповідає свою власну казку, що є історією його братів.

## Короткий огляд

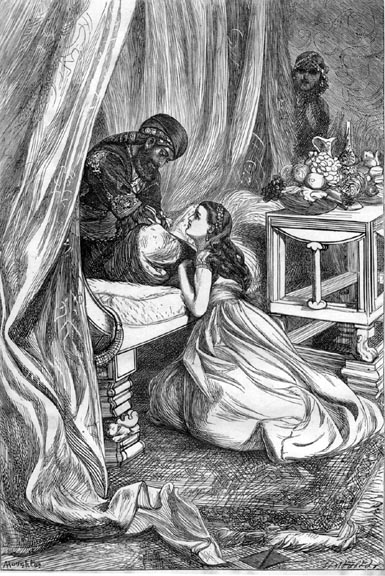
Картина художника Артура Гоутона (1836—1875) «Султан пробачає Шахерезаді»

В основній історії розповідається про перського царя і його нову наречену. Король, Шахрияр, довідавшись про невірність дружини, страчує її, а потім оголошує всіх жінок невірними. Тоді він починає кожен день брати собі в дружини незайманих дівчат тільки для того, щоб стратити кожну на ранок. Зрештою, візир стратив так багато жінок, що не зміг знайти жодної. Шахерезада, дочка візира, пропонує себе як наступну наречену, і її батько неохоче згодився. Під час шлюбної ночі Шехерезада розказує королеві розповідь, але не закінчує її. Щоб довідатися закінчення казки, король змушений зберегти їй життя. Закінчивши розповідь наступної ночі, Шахерезада одразу ж розпочинає іншу, не закінчуючи її. Так відбувається протягом 1001 ночі.
Розповіді мають дуже різноманітний характер: історичні розповіді, любовні історії, трагедії, комедії, поезію, пародії і різні форми еротики. Численні історії розповідають про джинів, магів і легендарні місця, які часто змішуються з реальними людьми й географією; історичний каліф Гарун аль-Рашид є основним головним героєм, як і його придворний поет Абу-Нувас і візир, Джафар Аль-Бермакі. Іноді персонаж у розповіді Шехерезади почне розповідати іншим персонажам власні історії, приводячи до багатошарової оповідної текстури.
Різні версії мають різні індивідуально деталізовані закінчення (у деяких Шахерезада просить про прощення, в інших Шахерезада народжує дітей і король вирішує не страчувати свою дружину), але вони всі закінчуються тим, що король не страчує свою дружину, даруючи їй життя.
Казки Шахерезади можуть бути розбиті на три основні групи, які умовно можна назвати казками героїчними, авантюрними і шахрайськими.

### Авантюрні казки
Інші настрої — в «авантюрних» новелах, які виникли, ймовірно, в торговельному та ремісничому середовищі. Царі і султани виступають в них не як істоти вищого порядку, а як звичайнісінькі люди, улюбленим типом правителя є знаменитий Гарун ар-Рашид, що правив з 786 по 809 рік, тобто значно раніше, ніж прийняли свою остаточну форму казки Шахерезади. Згадки про халіфа Гаруна і його столицю Багдад не можуть тому служити основою для датування «Ночей». Справжній Гарун ар-Рашид був дуже мало схожий на доброго, великодушного государя з «Тисячі і однієї ночі», а казки, в яких він бере участь, судячи з їхньої мови, стилю і побутових подробиць, могли скластися тільки в Єгипті. За змістом більшість «авантюрних» казок — типові міські фабльо. Це найчастіше любовні історії, героями яких є багаті купці, майже завжди приречені бути пасивними виконавцями хитромудрих планів своїх коханих. Останнім у казках цього типу зазвичай належить головна роль — риса, що різко відрізняє «авантюрні» повісті від «героїчних». Типовими для цієї групи казок є: «Повість про Абу-ль-Хасана з Оману», «Абу-ль-Хасан хорасанець», «Німа і Нум», «Люблячий і коханий», «Аладдін і чарівна лампа».

### Героїчні казки
До групи героїчних казок відносяться фантастичні повісті, ймовірно що складали найдавніше ядро "Тисячі і однієї ночі" і висхідні деякими своїми рисами до її перського прототипу «Хезар-Ефсане», а також довгі лицарські романи епічного характеру. Стиль цих повістей — урочистий і дещо похмурий, головними дійовими особами в них зазвичай є царі та їх вельможі. У деяких казках цієї групи, як наприклад у повісті про мудру діву Такаддул, чітко видно дидактичну тенденцію. У літературному відношенні героїчні повісті оброблені ретельніше, ніж інші; обороти народної мови з них видалені, віршовані вставки — здебільшого цитати з класичних арабських поетів — навпаки, рясні. До «придворних» казок відносяться, наприклад, «Камар-аз-Заман і Будур», «Бадр Басім і Джаухар», «Повість про царя Омара ібн-ан-Нумана», «Аджиба і Гаріб» і деякі інші.

### Шахрайські казки
«Шахрайські» казки натуралістично малюють життя міської бідноти і декласованих елементів. Героями їх зазвичай є спритні шахраї — як чоловіки, так і жінки, наприклад, безсмертні в арабській казковій літературі Алі Зібак та Даліла-хитрунка. У цих казках немає і сліду поваги до вищих станів; навпаки, «шахрайські» казки сповнені глузливих випадів проти представників влади і духовних осіб. Мова «шахрайських» повістей близька до розмовної; віршованих уривків, малозрозумілих недосвідченим у літературі читачам, у них майже немає. Герої шахрайських казок відрізняються мужністю і підприємливістю і являють разючий контраст з зніженими гаремним життям і неробством героями «авантюрних» казок. Крім оповідань про Алі Зібаке і Даліл, до шахрайських казок відносяться чудова повість про Маруф-шевця, казка про рибака (по імені) Халіфа, що стоїть на межі між розповідями «авантюрного» і «шахрайського» типу, і деякі інші повісті.

## Ілюстрації
Декілька ілюстрацій до казок тисяча й однієї ночі, виконаних перським художником Сані аль-Молком в середині XIX ст.

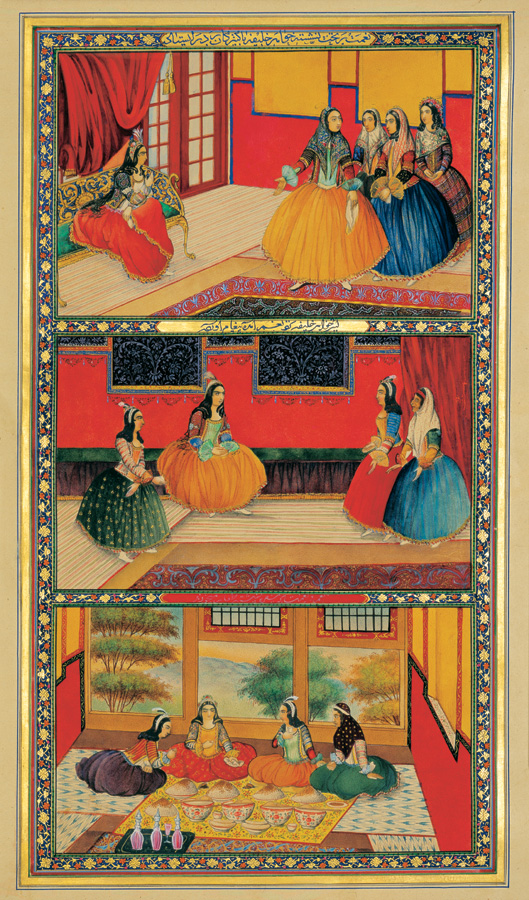
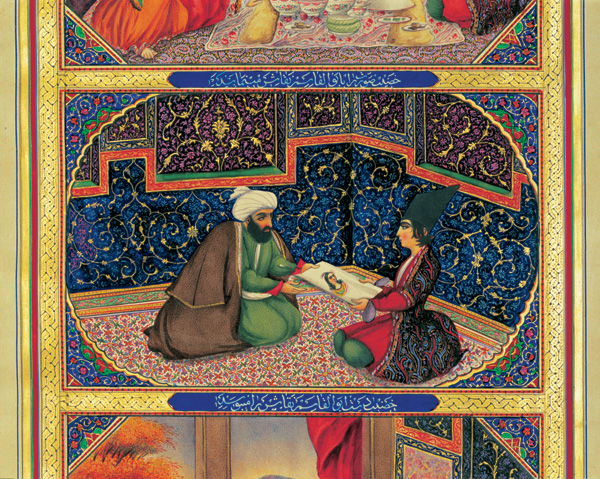
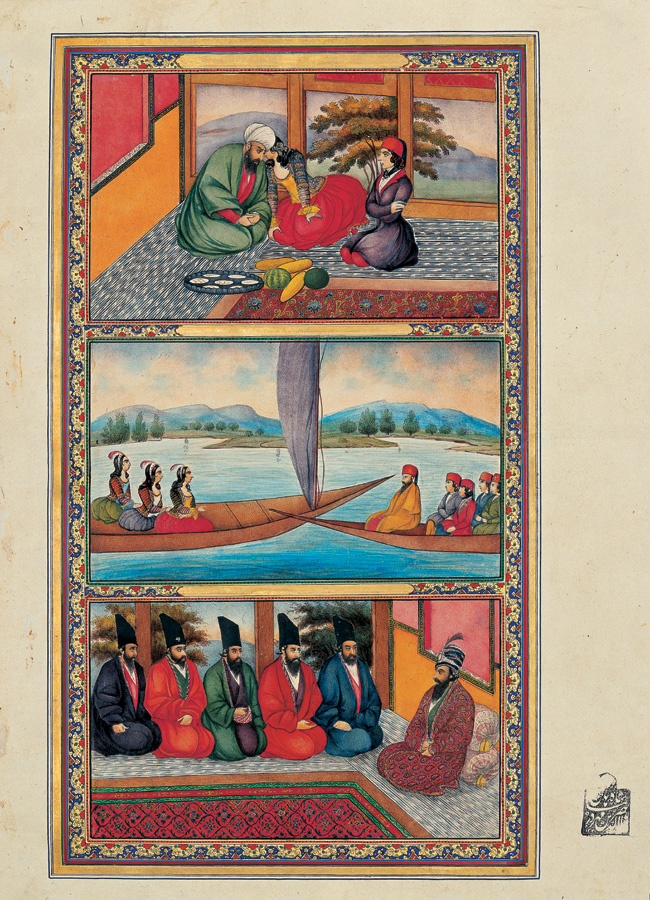

### Ілюстрації Едмунда Дюлака до «Історій з Тисячі і однієї ночі», Париж, 1907

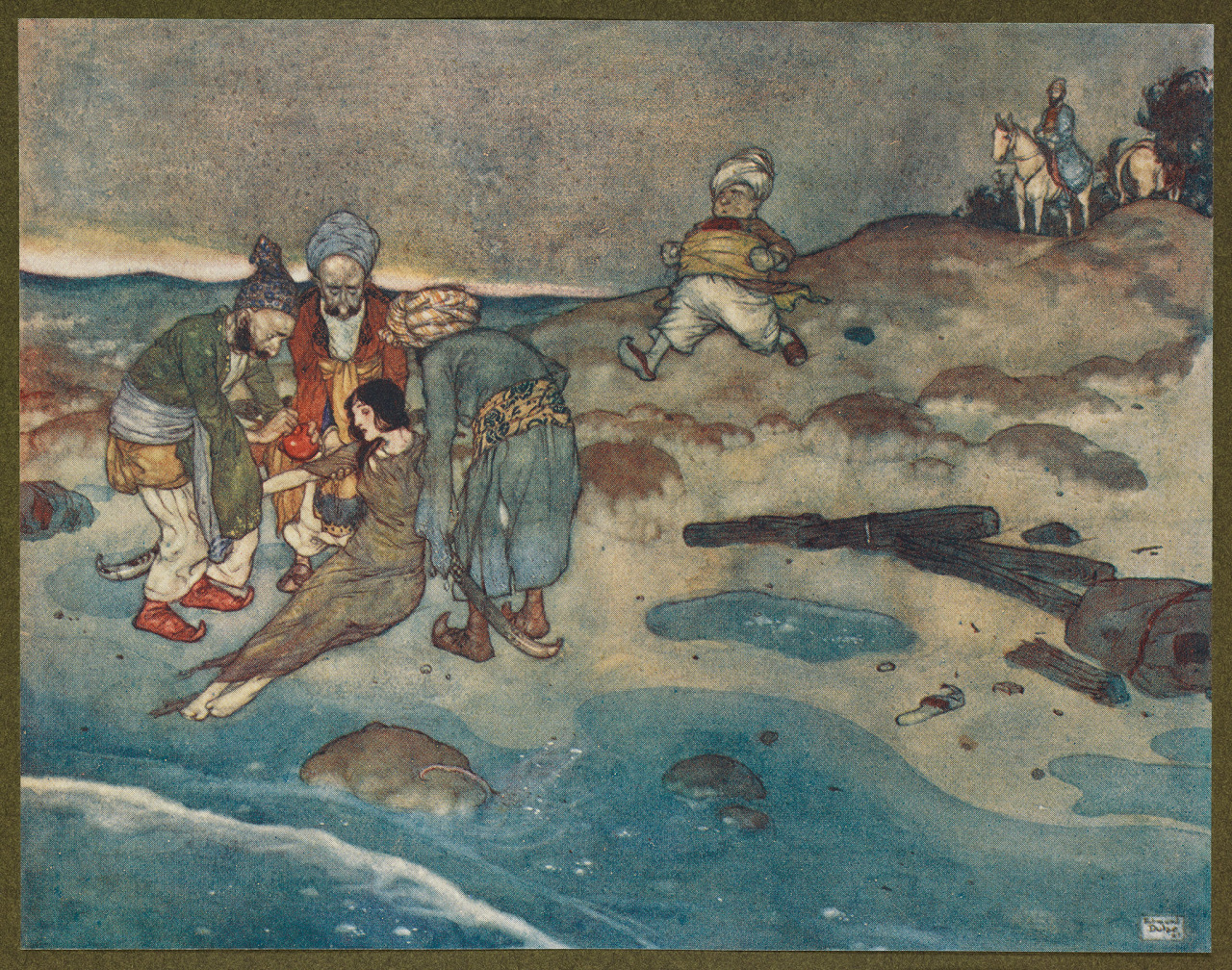
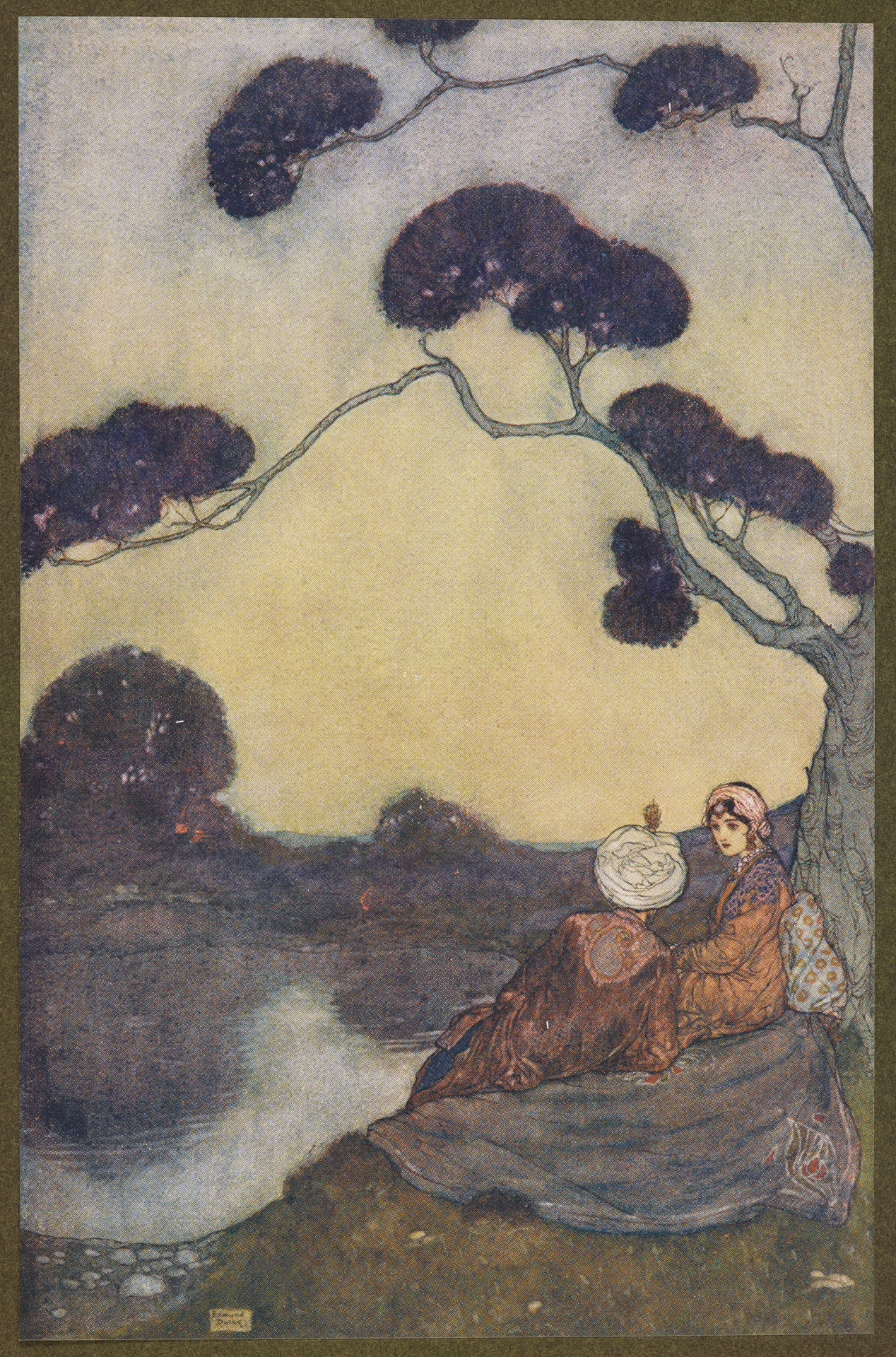
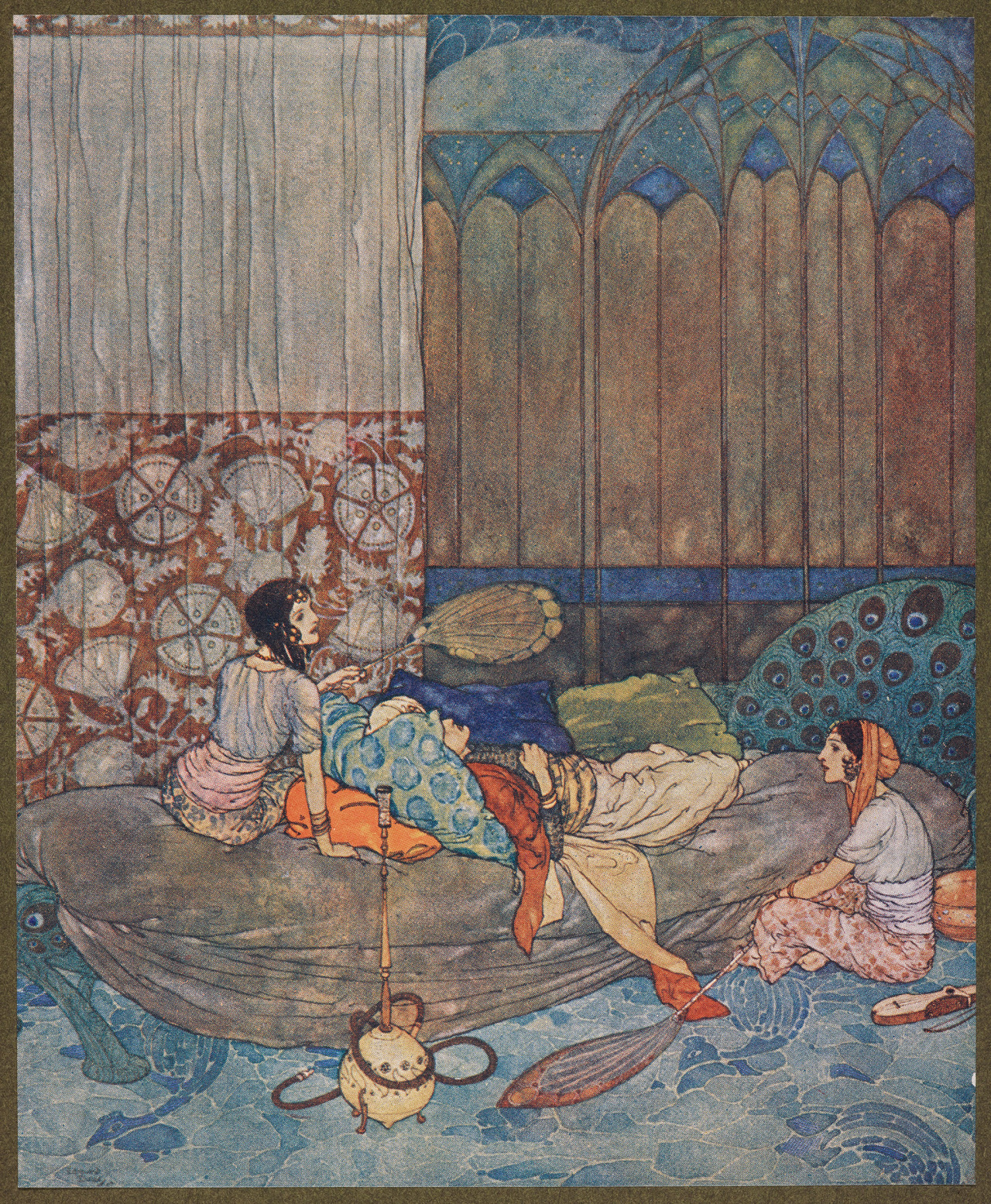
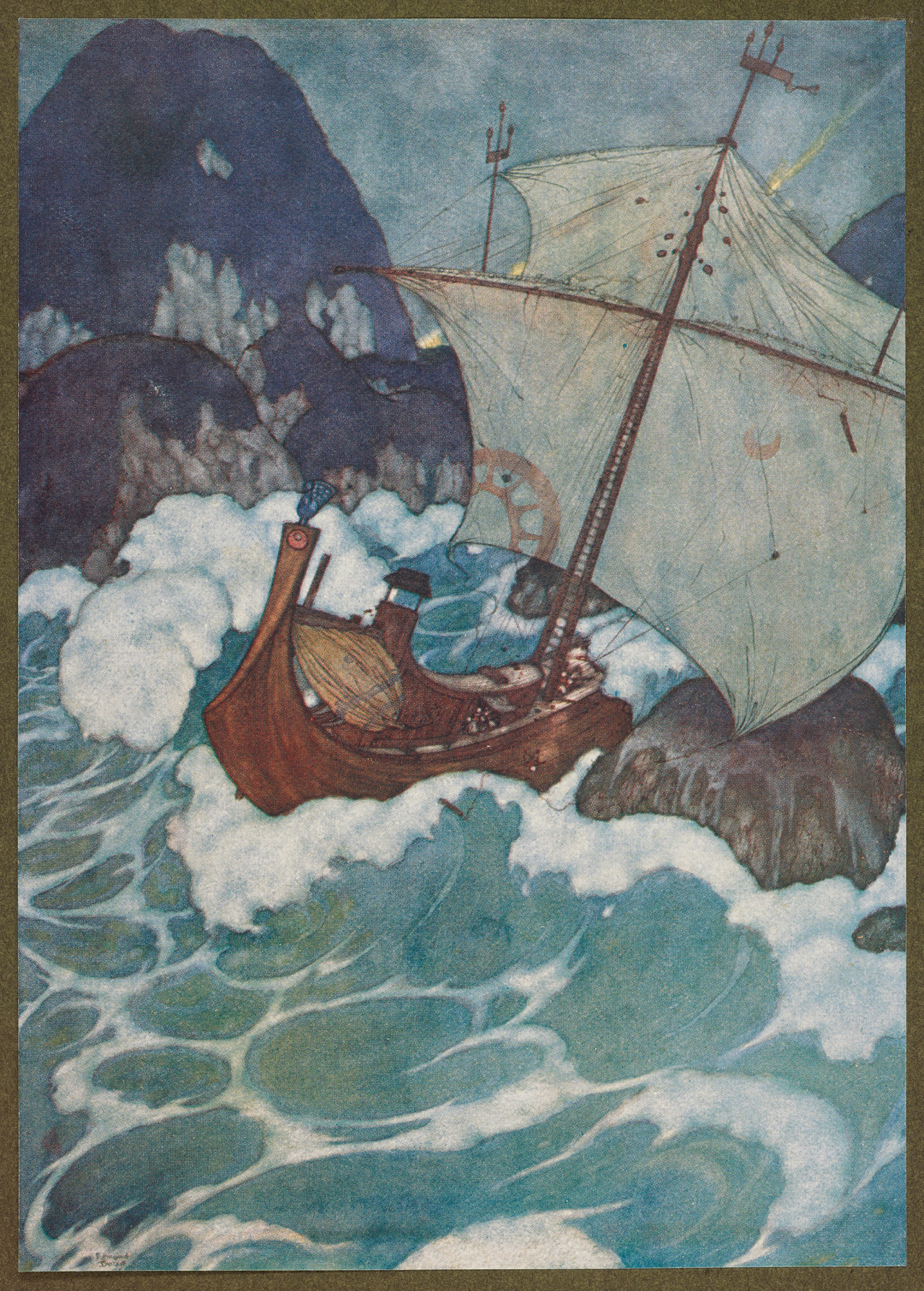
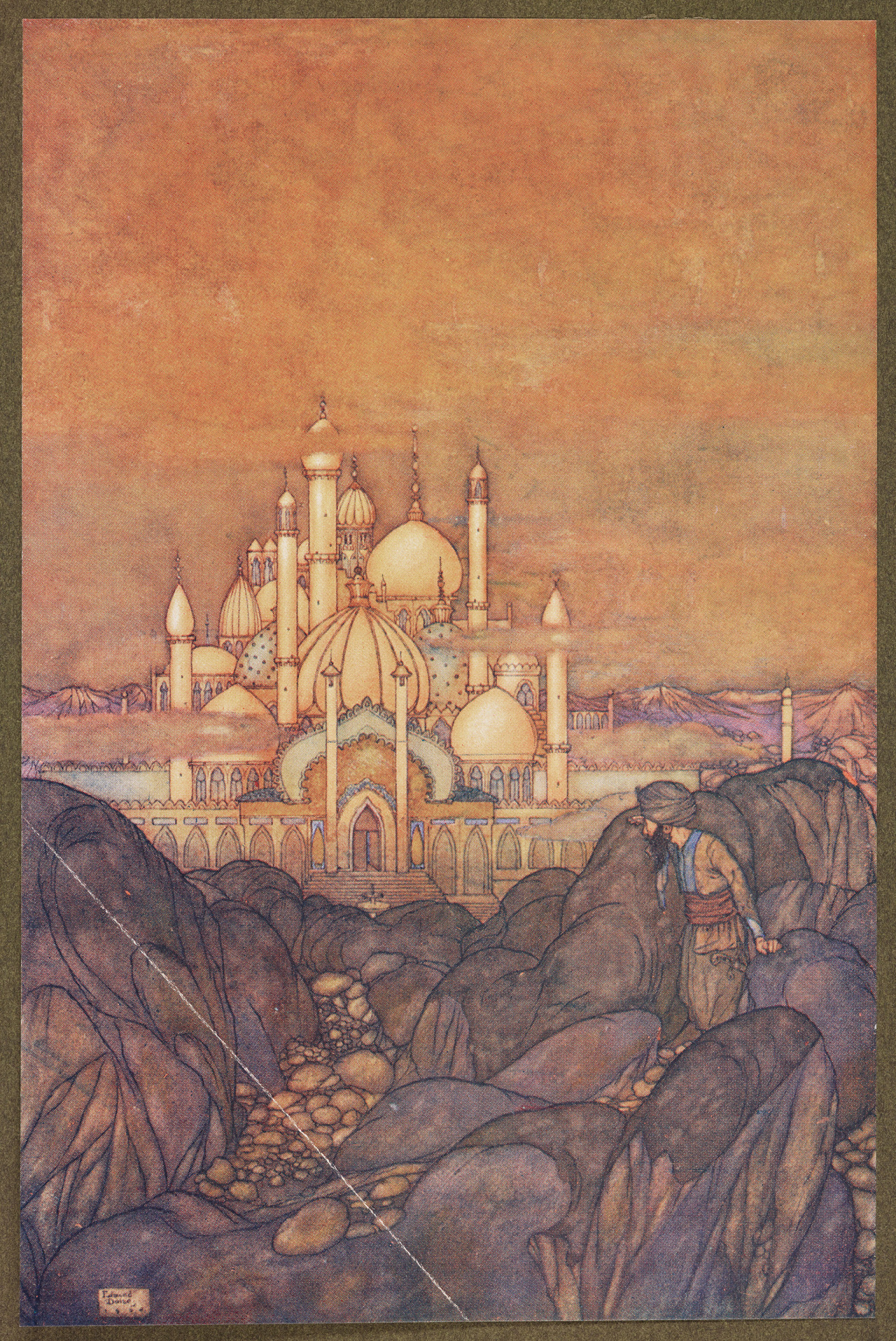
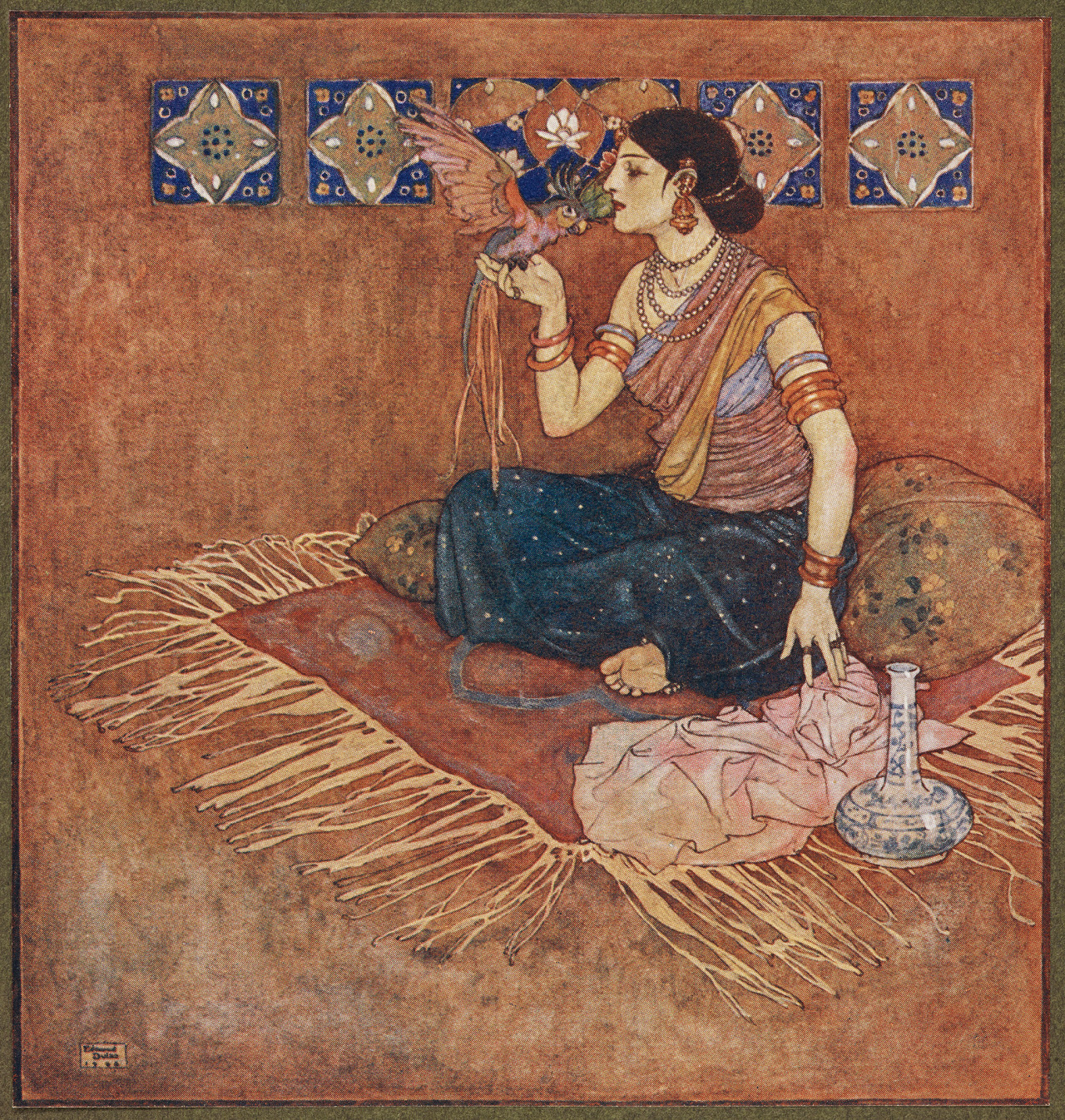
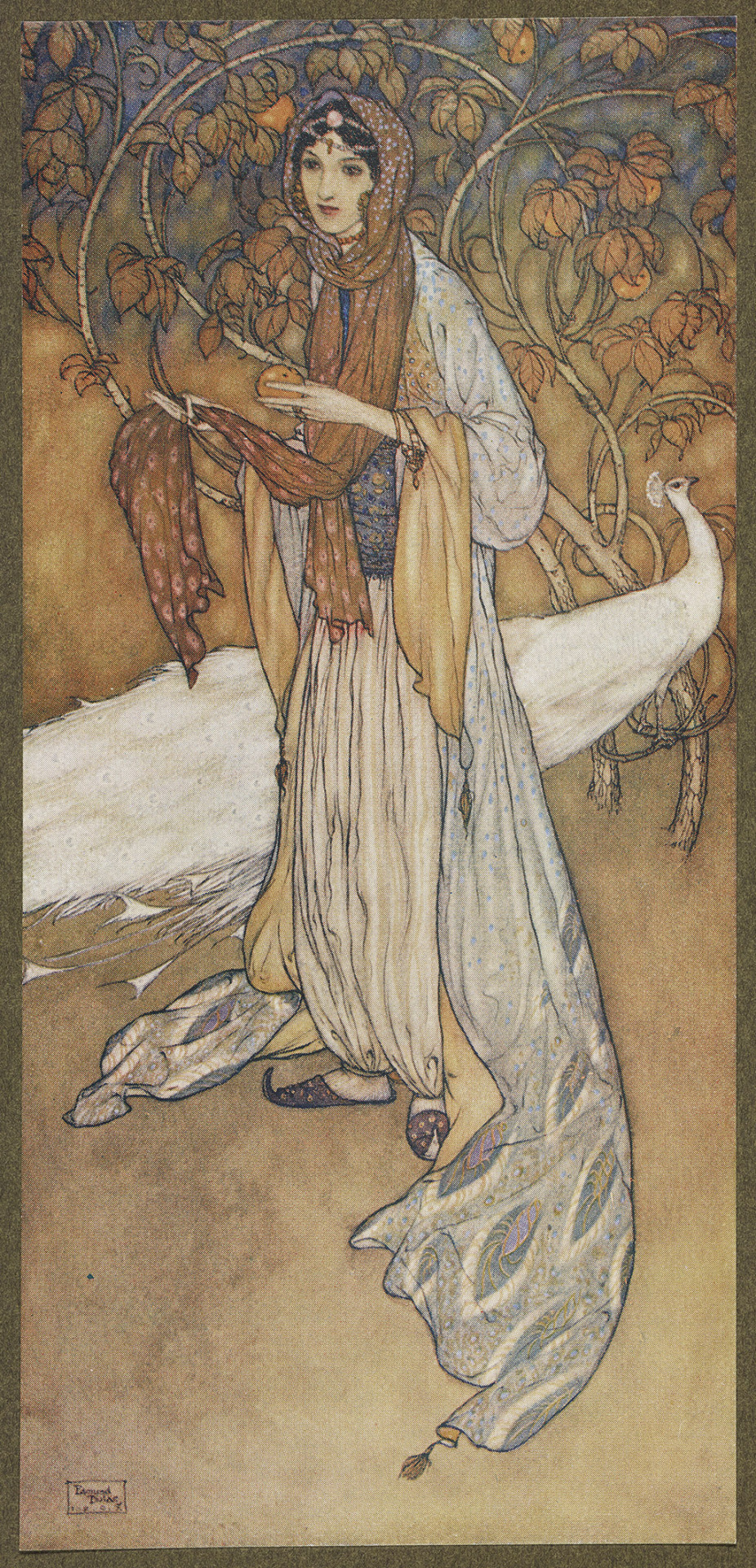
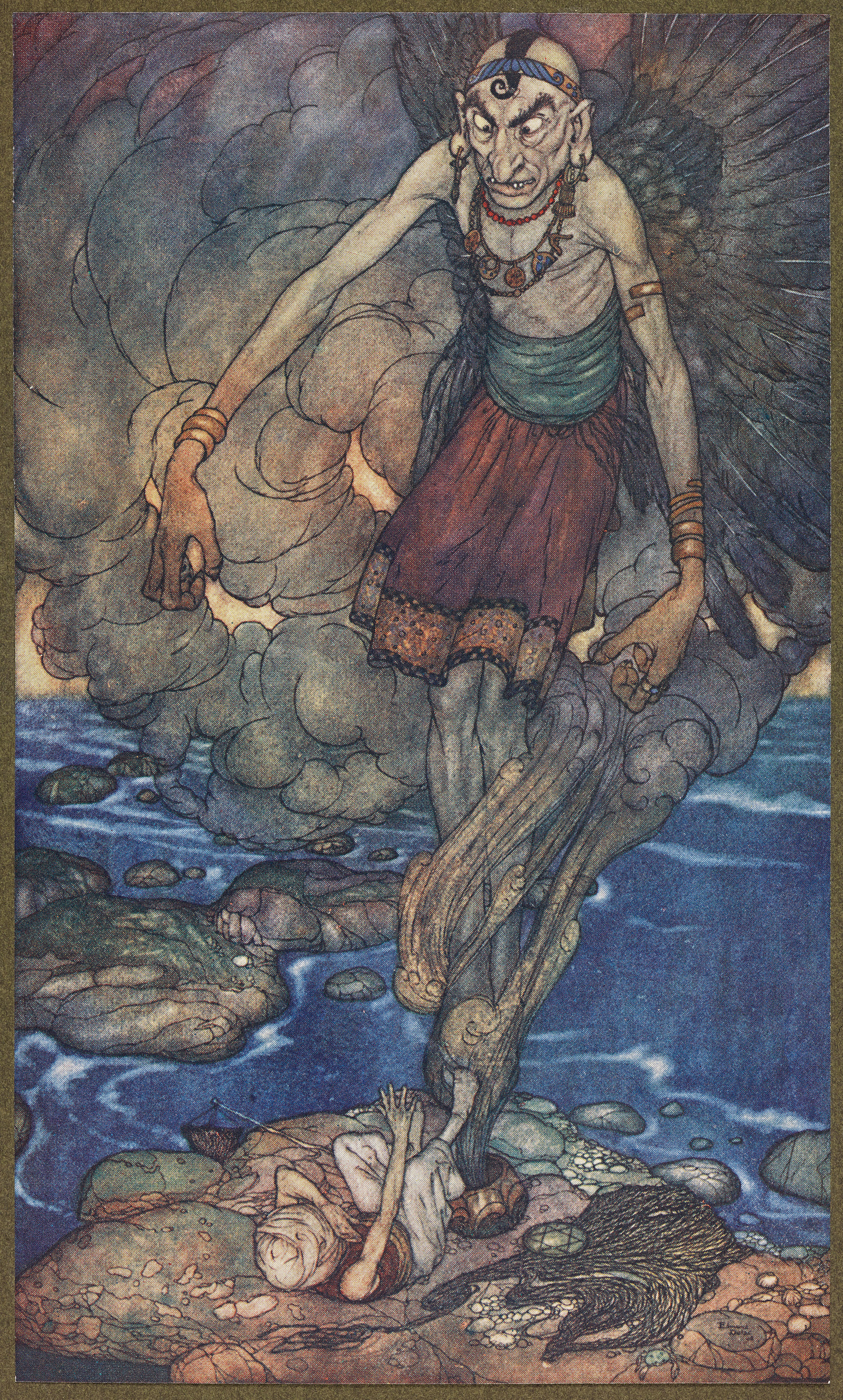
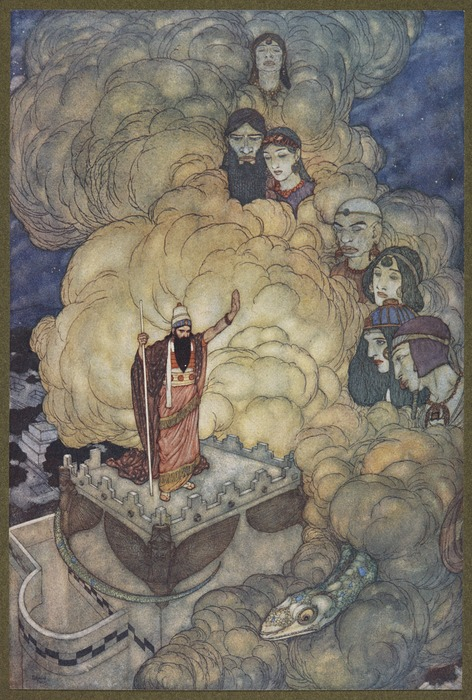
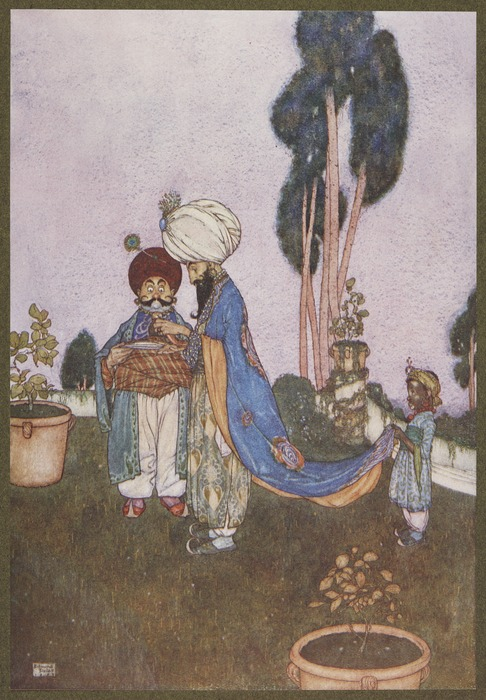
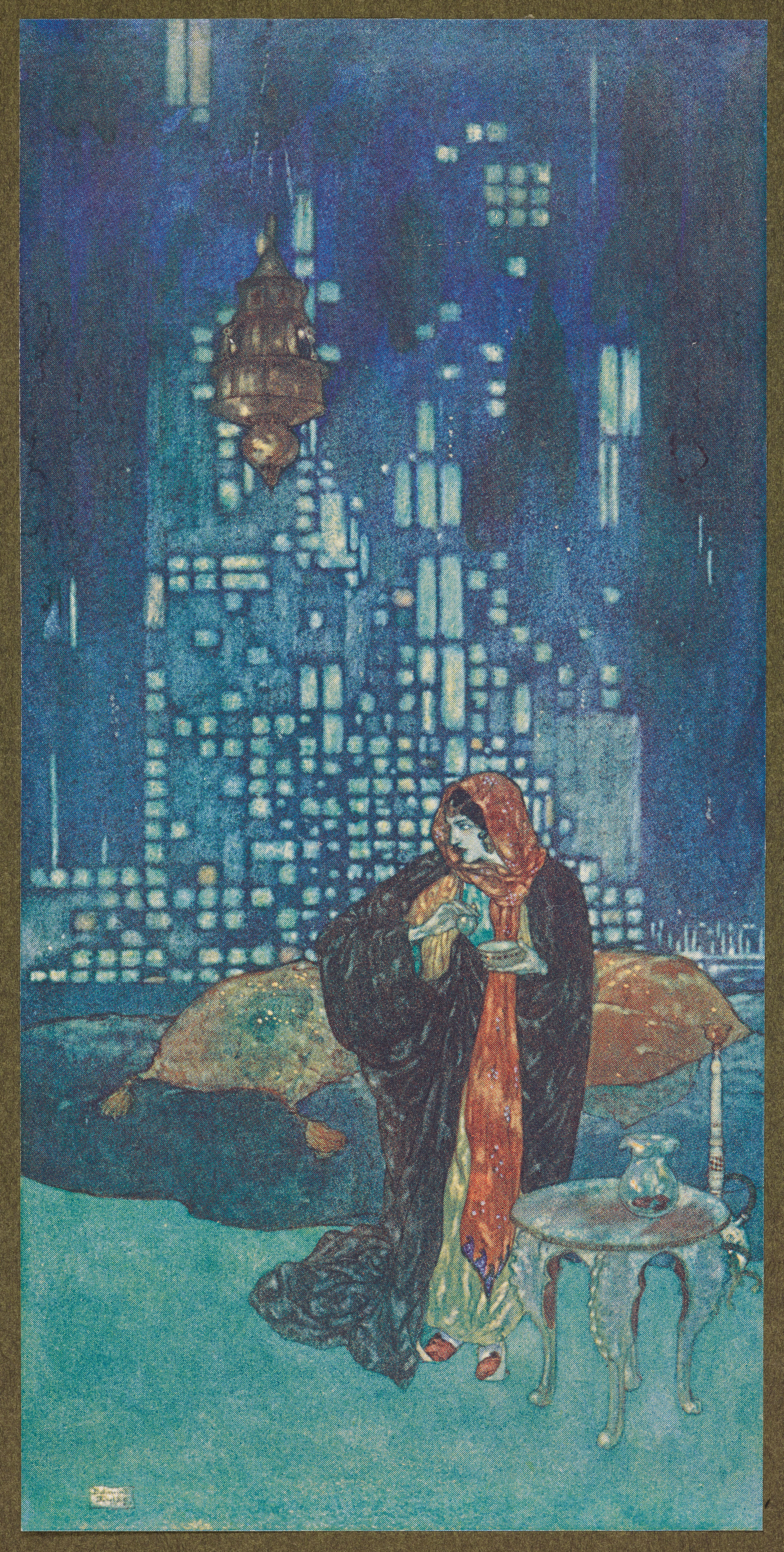
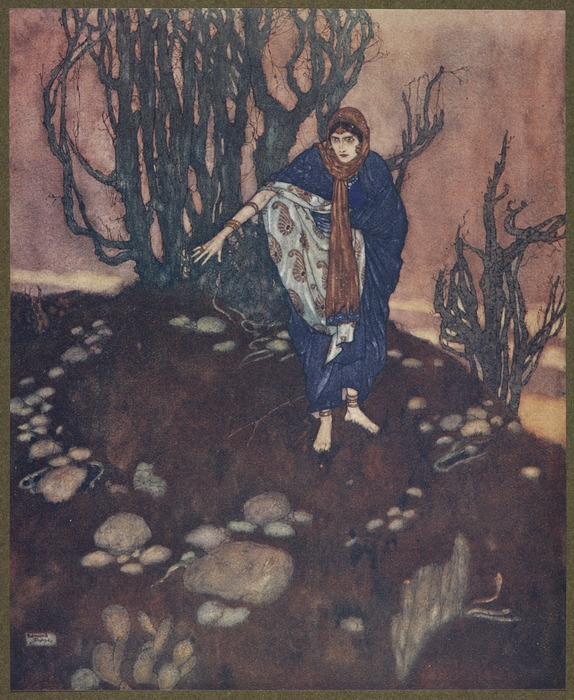
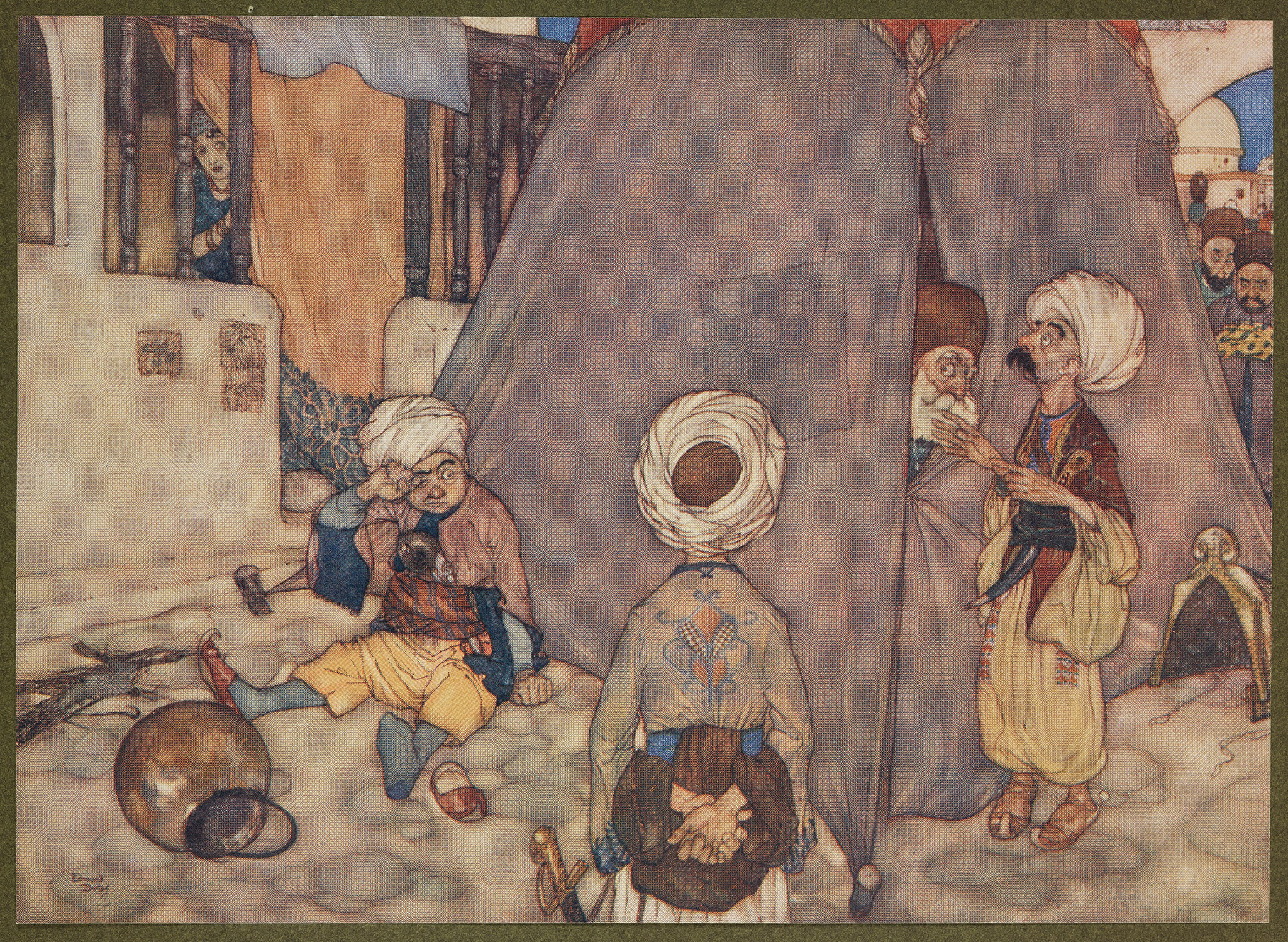
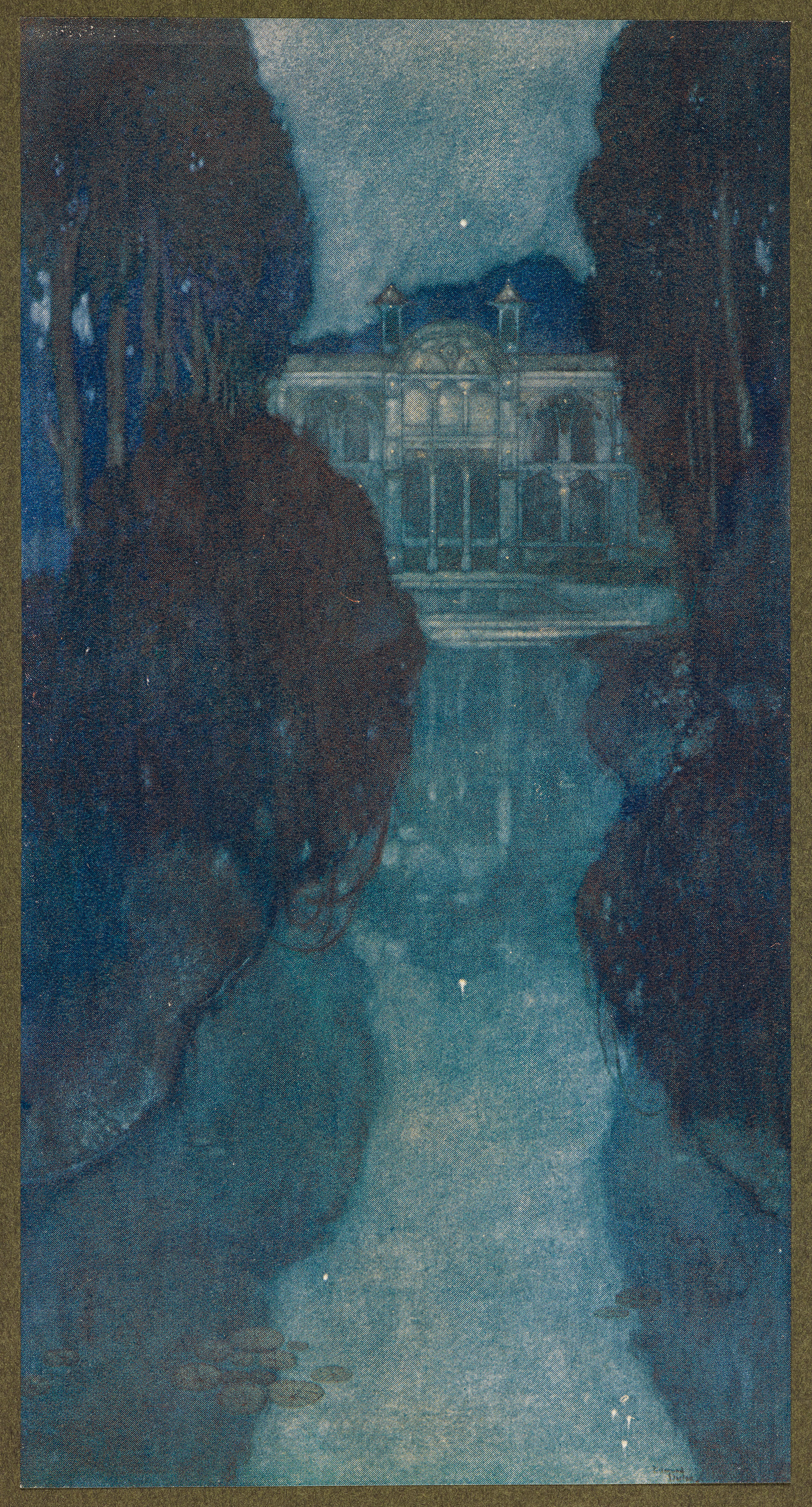
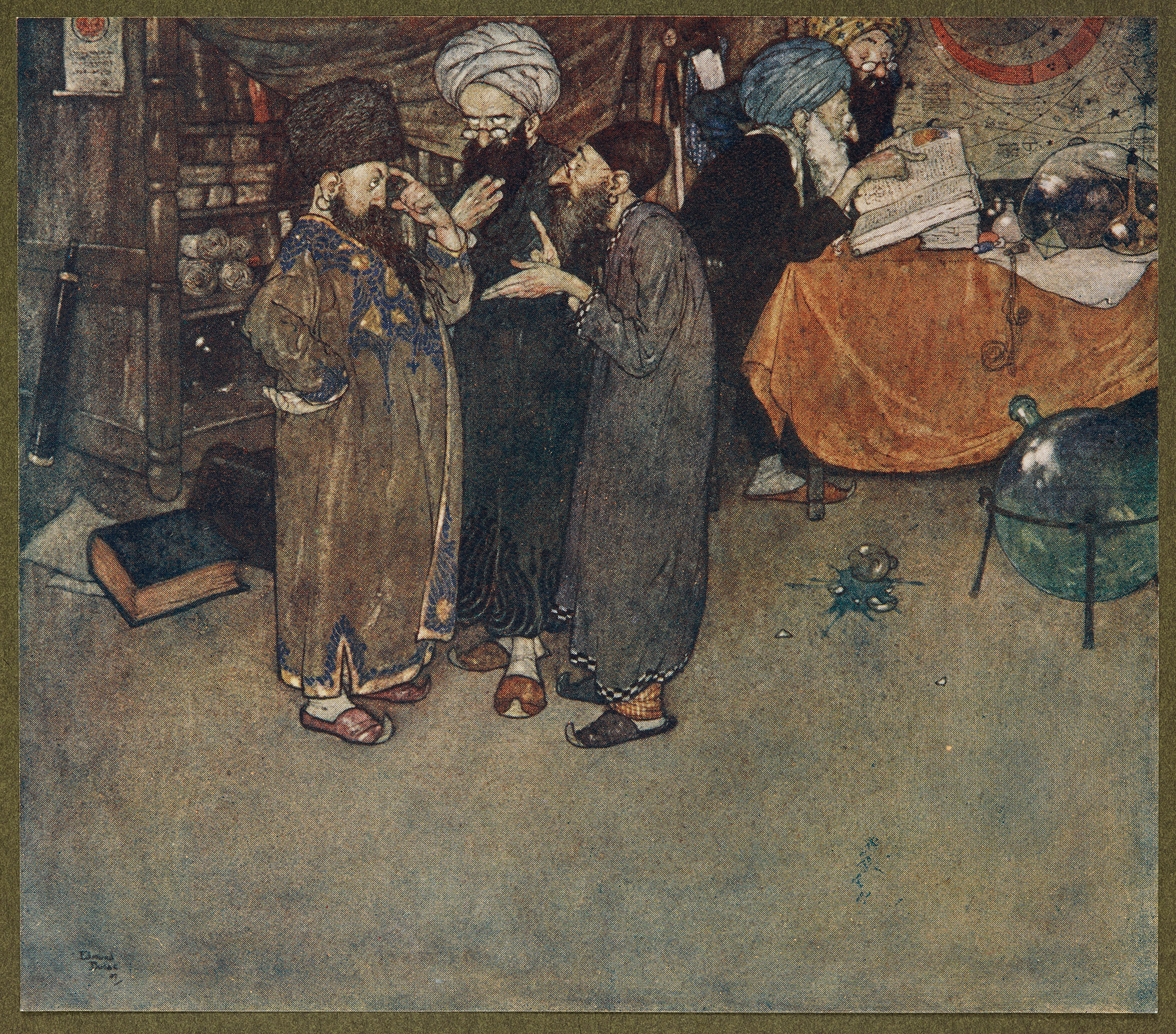
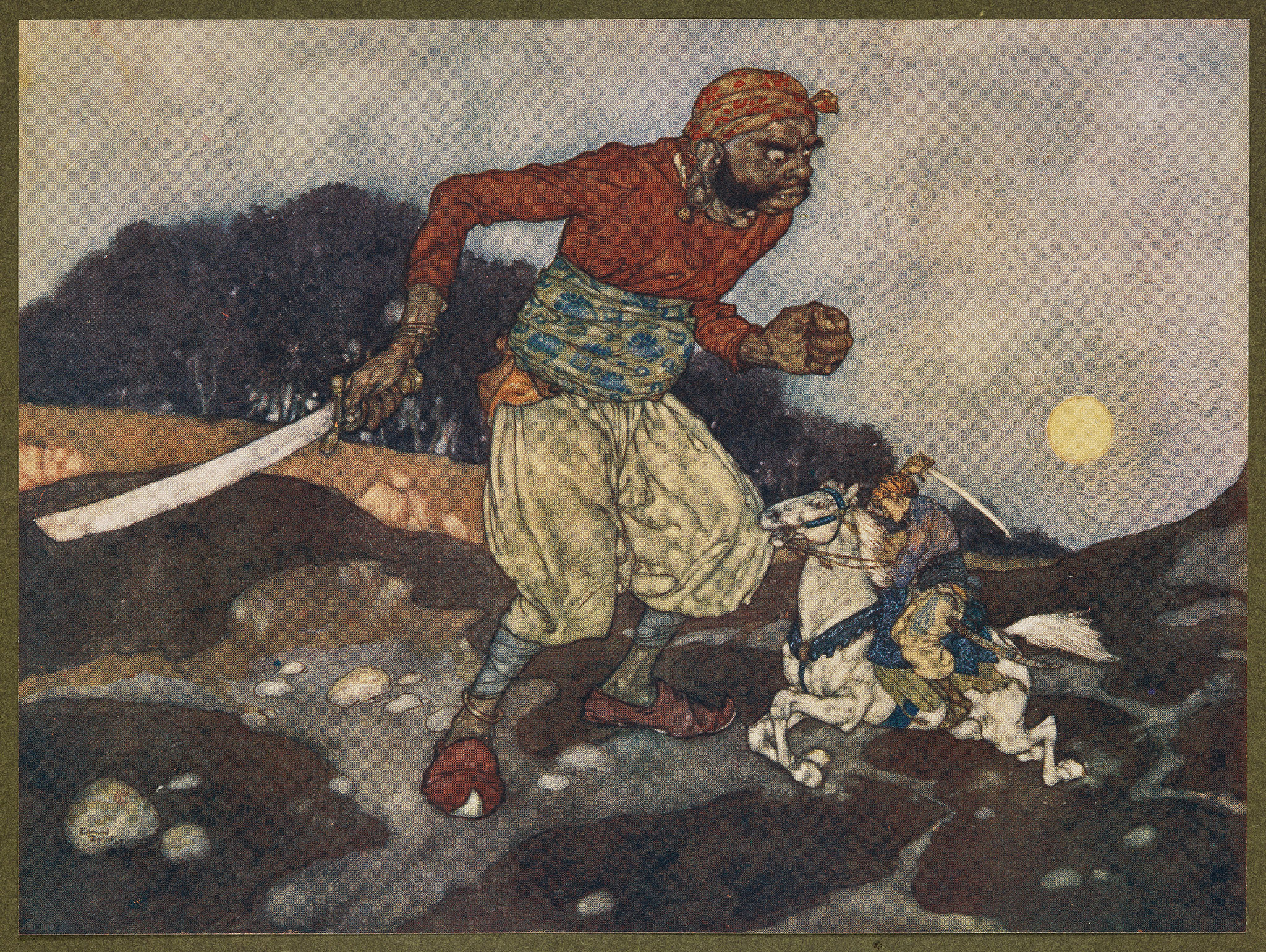
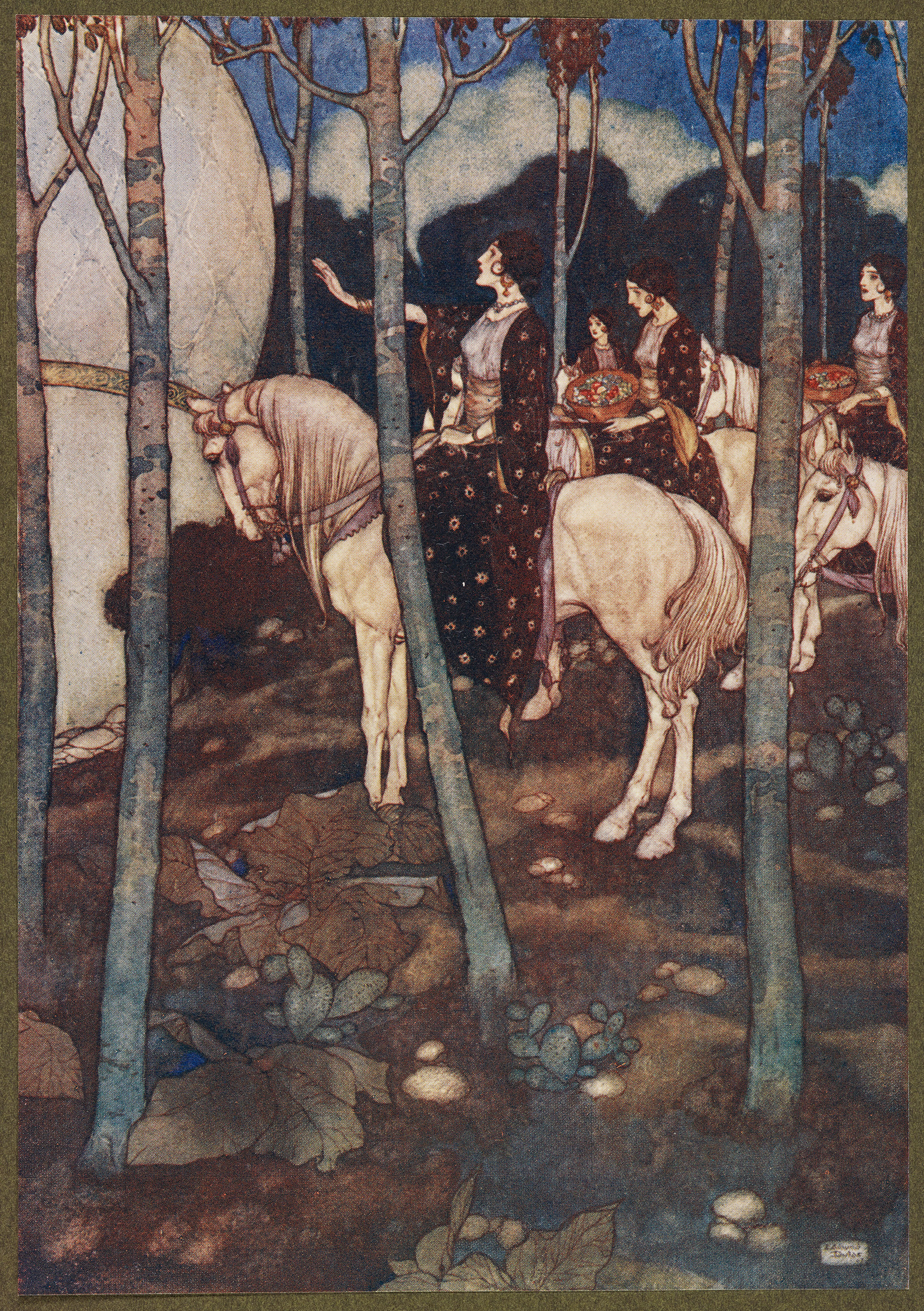
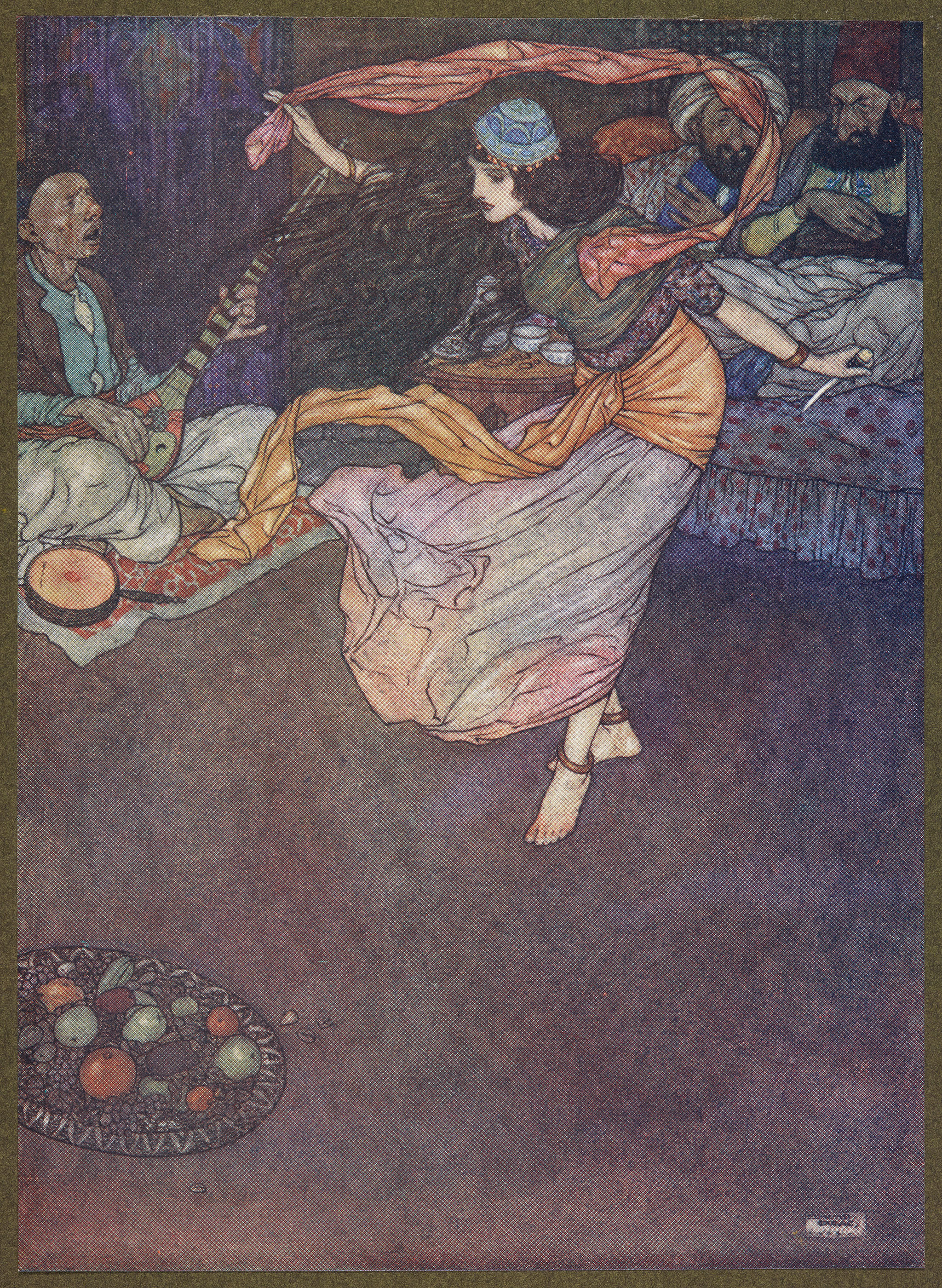
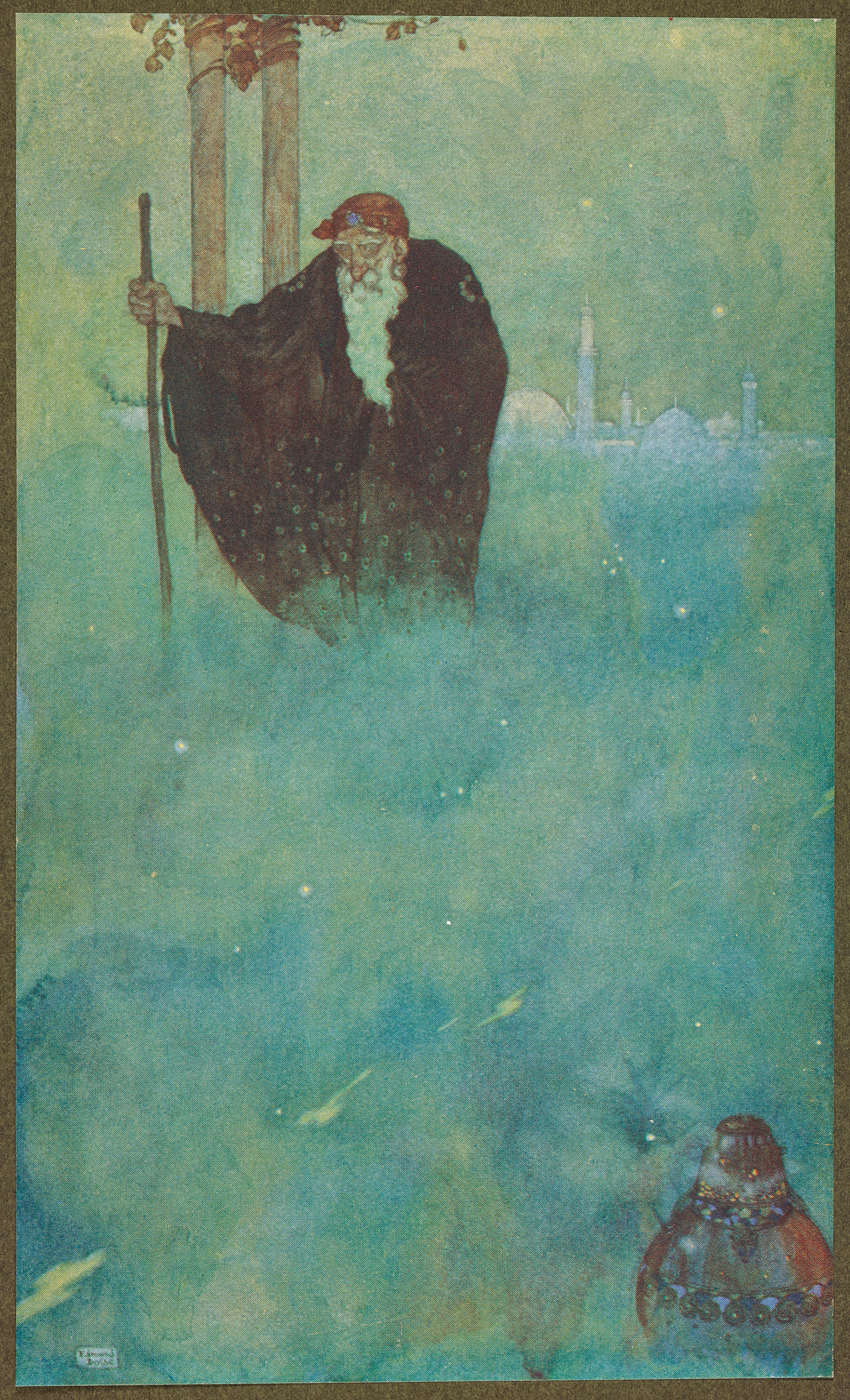
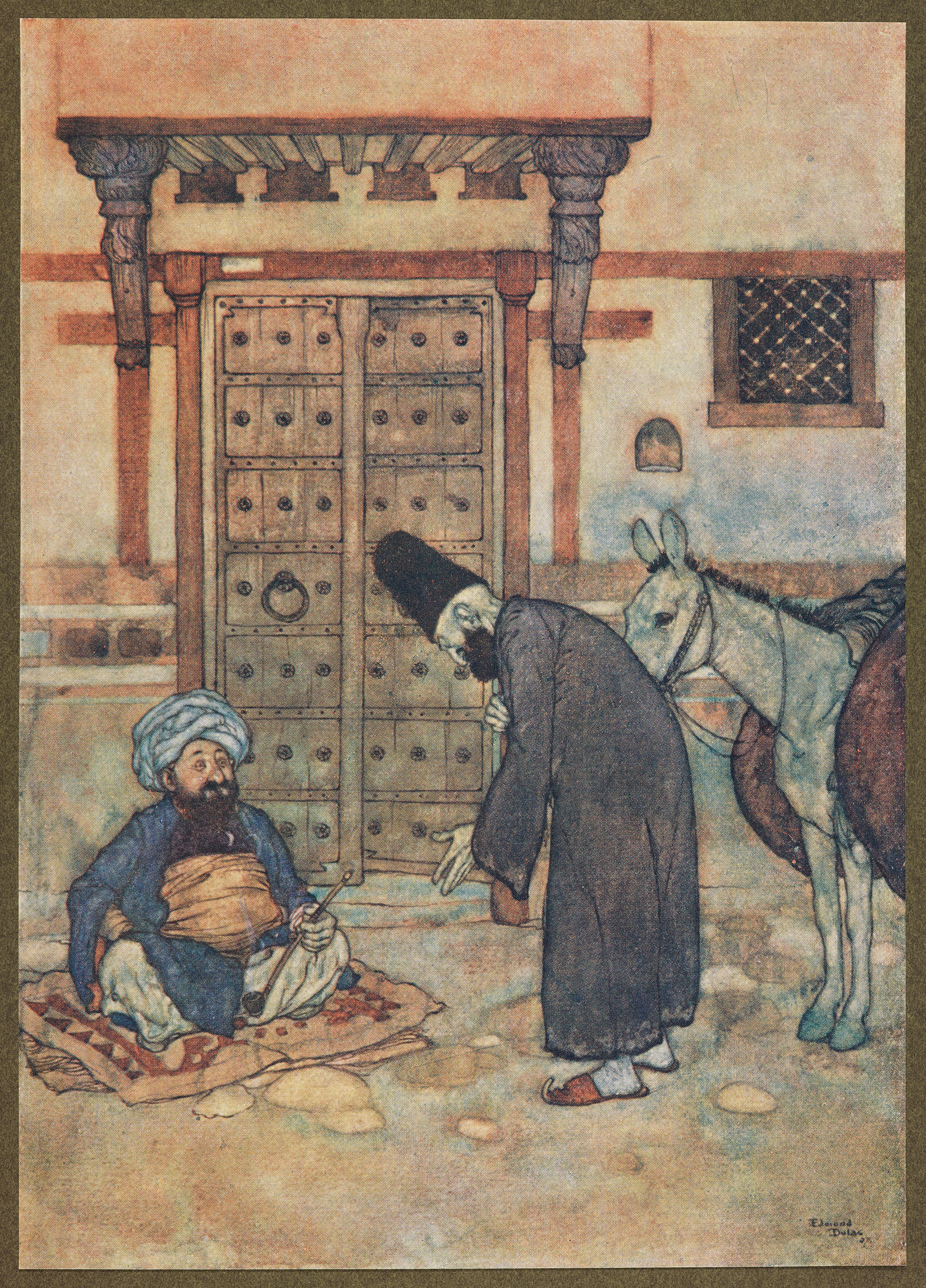
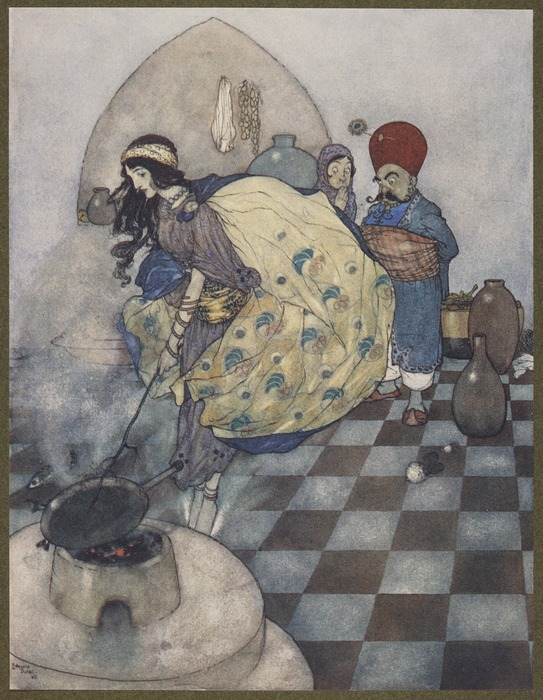
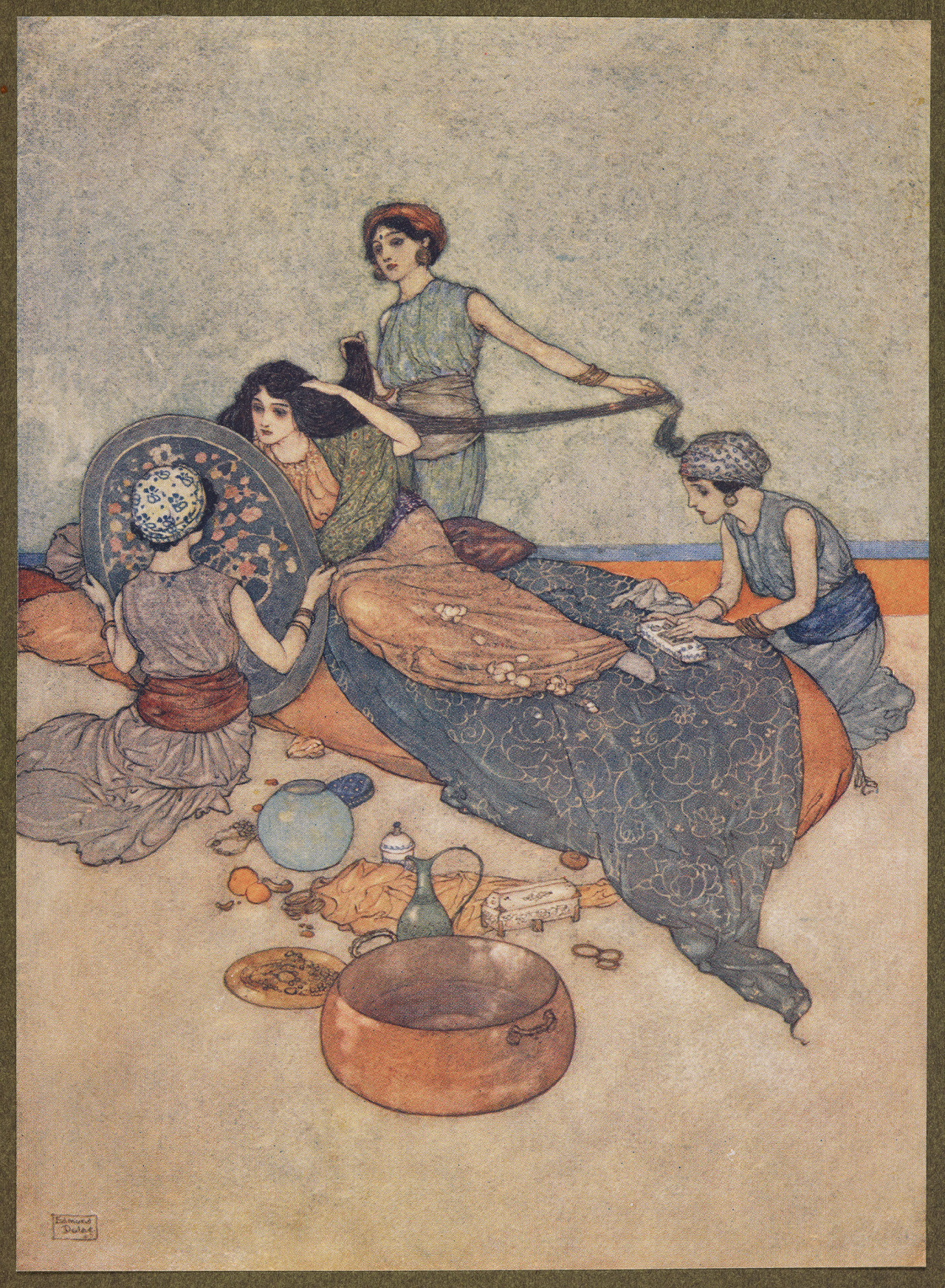
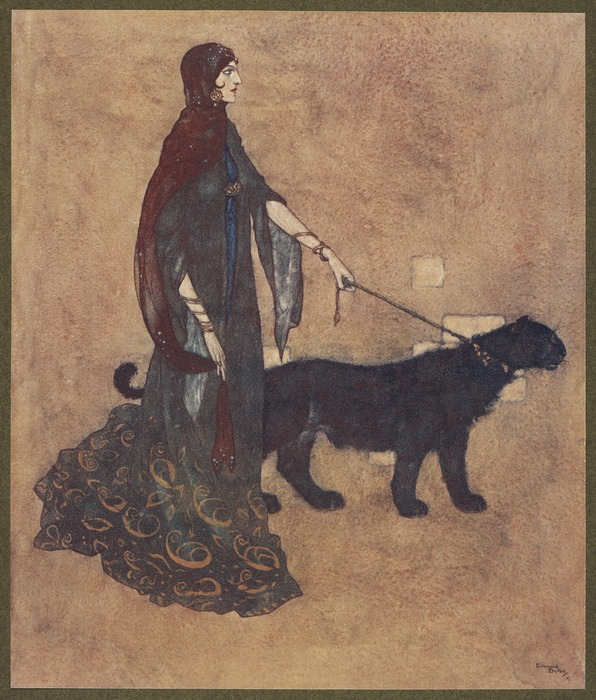

## Переклади
В Європі вперше цикл став відомий завдяки неповному французькому перекладу Антуана Галлана (видано в 1704–1717).

### Українською мовою
Перші переклади «Тисячі й однієї ночі» виконав Агатангел Кримський. Так, 1891 року чернівецька газета «Буковина» опублікувала його переклад пісеньки з «Першої ночі». Також у львівському журналі для дітей «Дзвінок» 1891—1892 рр. побачили світ деякі казки, що переробив Кримський. Крім того, 1896 року він написав загальний літературно-історичний нарис «Тисяча й одна ніч».
Вперше ж українською мовою книжка «Тисяча й одна ніч» вийшла в Лейпцигу 1895—1900 рр. Переклали цей видрук М. Лозинський та С. Дольницький за німецьким текстом М. Генінга. Переспів був достатньо адаптований відповідно до смаків тогочасної читацької аудиторії, спрощений та мав усі вади німецького перекладу[джерело?]. Крім того, у книжці перекладено лише події 200 ночей і не було пісень, якими наповнене першоджерело. На території України «Тисяча й одна ніч» вперше побачила світ 1905 року у Львові. Друге видання цієї книги вийшло у 1912—1913 роках (195 поезій переклав Іван Франко, щоправда, це був переспів з німецької).
У 1984 році видавництво «Веселка» опублікувало збірку деяких казок «Тисячі й однієї ночі» у перекладі з арабської Євгена Микитенка.
У 1991 році те ж таки видавництво «Дніпро» випустило у світ «Тисячу й одну ніч», що переклав та впорядкував («Тисяча й одна ніч» серед «Скарбів Сходу») відомий український арабіст Валерій Рибалкін. Ця книжка виявилася досить цікавою для читачів, тому 2011 року Валерій Рибалкін уточнив та доповнив свою працю й оприлюднив вибрані оповідання й казки «Тисячі й однієї ночі» в Тернопільському видавництві «Богдан».
Загалом окремі казки з арабської українською перекладали Агатангел Кримський, Ярема Полотнюк і Валерій Рибалкін[джерело?].

### Список українських перекладів
- Тисяча й одна ніч. Арабські казки [Архівовано 13 лютого 2017 у Wayback Machine.] (1905)
- Тисяча й одна ніч: Арабські оповідання, ч. 1. — Вінніпег : Народна друкарня, 1931. — 193 с.
- Тисяча й одна ніч: Арабські оповідання, ч. 2. — Вінніпег : Народна друкарня, 1931. — 152 с.
- Тисяча і одна ніч (вибрані казки). [Архівовано 31 травня 2015 у Wayback Machine.] Переклад з арабської: Євген Микитенко, малюнки: Ігор Вишинський — Київ: Веселка, 1984. — 159 с.
- Тисяча й одна ніч (вибрані казки). Переклад з арабської: Валерій Рибалкін. — Київ: Дніпро, 1991. — 511 стор.
- Тисяча й одна ніч (вибрані оповідки й казки). Переклад з арабської: Валерій Рибалкін, літ. редактор: Роман Гамада, передмова: Юрій Кочубей. Тернопіль: Видавництво Богдан, 2002. — 576 с. ISBN 978-966-10-2046-6

## Вплив на культуру

### Музика
Багато музичних творів було створено під впливом «Тисяча і однієї ночі».
- François Adrien Boieldieu: Le calife de Bagdad (Каліф Багдаду) (1800)
- Карл Марія фон Вебер: Abu Hassan (1811)
- Луїджі Керубіні: Алі-Баба (1833)
- Peter Cornelius: Der Barbier von Bagdad (Цирюльник з Багдаду) (1858)
- Ernest Reyer: La statue (Статуя) (1861)
- C. F. E. Horneman (1840—1906), Aladdin (overture), 1864
- Микола Римський-Корсаков : Симфонічна сюїта «Шехераза́да» тв. 35 (1888)[12]
- Анрі Рабо: Mârouf, savetier du Caire (Маруф, швець з Каїра) (1914)
- Карл Нільсен, Aladdin Suite (1918—1919)
- Фікрет Аміров: Тисяча й одна ніч (балет, 1979)
- Езекьєль Віньяо, La Noche de las Noches (Ніч ночей) (1990)
- Карл Девіс, Aladdin